# Chaux (Côte-d’Or)
Chaux település Franciaországban, Côte-d’Or megyében. Lakosainak száma 484 fő (2022. január 1.). Chaux Villars-Fontaine, Comblanchien, Premeaux-Prissey, Villers-la-Faye, Meuilley és Nuits-Saint-Georges községekkel határos.

## Népesség
A település népességének változása:
| Lakosok száma | 247  | 276  | 347  | 388  | 455  | 482  | 485  | 483  | 482  | 484  |
|               | 1968 | 1982 | 1990 | 2006 | 2013 | 2015 | 2017 | 2019 | 2020 | 2022 |